# Sosnowica (powiat żyrardowski)
Sosnowica – wieś w Polsce położona w województwie mazowieckim, w powiecie żyrardowskim, w gminie Mszczonów. Ma status sołectwa.
Do 31 grudnia 1961 w granicach Mszczonowa.
W latach 1975–1998 miejscowość położona była w województwie skierniewickim.